# Малое Смолино
Малое Смолино (Смолята) — упразднённая в 1961 году деревня на территории современного муниципального образования «Каменский городской округ» Свердловской области России.

## География
Находилась на правом берегу реки Камышенки, в двух километрах на юг от современной деревни Малая Белоносова.

## История
На карте 1834 года деревня обозначена на реке Камышенке после села Покровского, вблизи впадения речки в Исеть. Деревня входила в Смолинский совет.
21 февраля 1951 года Решением облисполкома № 127 населённый пункт Малое Смолино был причислен из Смолинского сельсовета в Покровский сельсовет.
Исчезла в 1960-е годы. До 1950х работала начальная школа.
В 2016 году на территории деревни открыт памятный мемориал посвящённый бывшему населённому пункту.

## Население
В 1928 году в этой деревне было 26 дворов со 128 жителями.